# Alois Zych
Alois Zych (10. května 1874, Jičín – 20. července 1943) byl český fotograf.

## Život a dílo
Alois Zych vystudoval pražskou Techniku. Fotografování se věnoval jako amatér od roku 1904. Byl spoluzakladatelem Českého klubu fotografů amatérů v roce 1908, kde dlouho působil jako předseda. Byl rovněž členem redakční rady Fotografického obzoru.
Hlavním Zychovým fotografickým žánrem byl akt. Jeho snímky byly kultivované, ve své době na domácí scéně průkopnické, i když napodobovaly klasickou malbu. Své akty poprvé vystavoval v Rudolfinu v roce 1911. Modelem byla jeho žena Vilhelmína, s níž se v roce 1914 oženil a její sestra.
Alois Zych se věnoval také krajinářské fotografii v piktorialistickém stylu, kde byl jeho vzorem D. J. Růžička. Používal techniky bromolejotisku, gumotisku, olejotisku a uhlotisku.
Od 30. let, kdy se ze zdravotních důvodů přestěhoval na venkov, byl již méně činný.
Člověk musí mít cit pro krásu v očích, mozku a v duši. Pak si dovede najít námět, záběr i osvětlení. To ostatní je řemeslo, kterému se při trošce dobré vůle každý může naučit. Nemá-li však pro fotografii něco v srdci, nikdy nic nedokáže a měl by toho raději nechat.
Alois Zych

## Výstavy
- Alois Zych: Fotografie, Galerie Josefa Sudka, Praha, 26. leden — 22. duben 2012, kurátor Jan Mlčoch, [8][9]

## Ukázka snímků z Fotografického obzoru

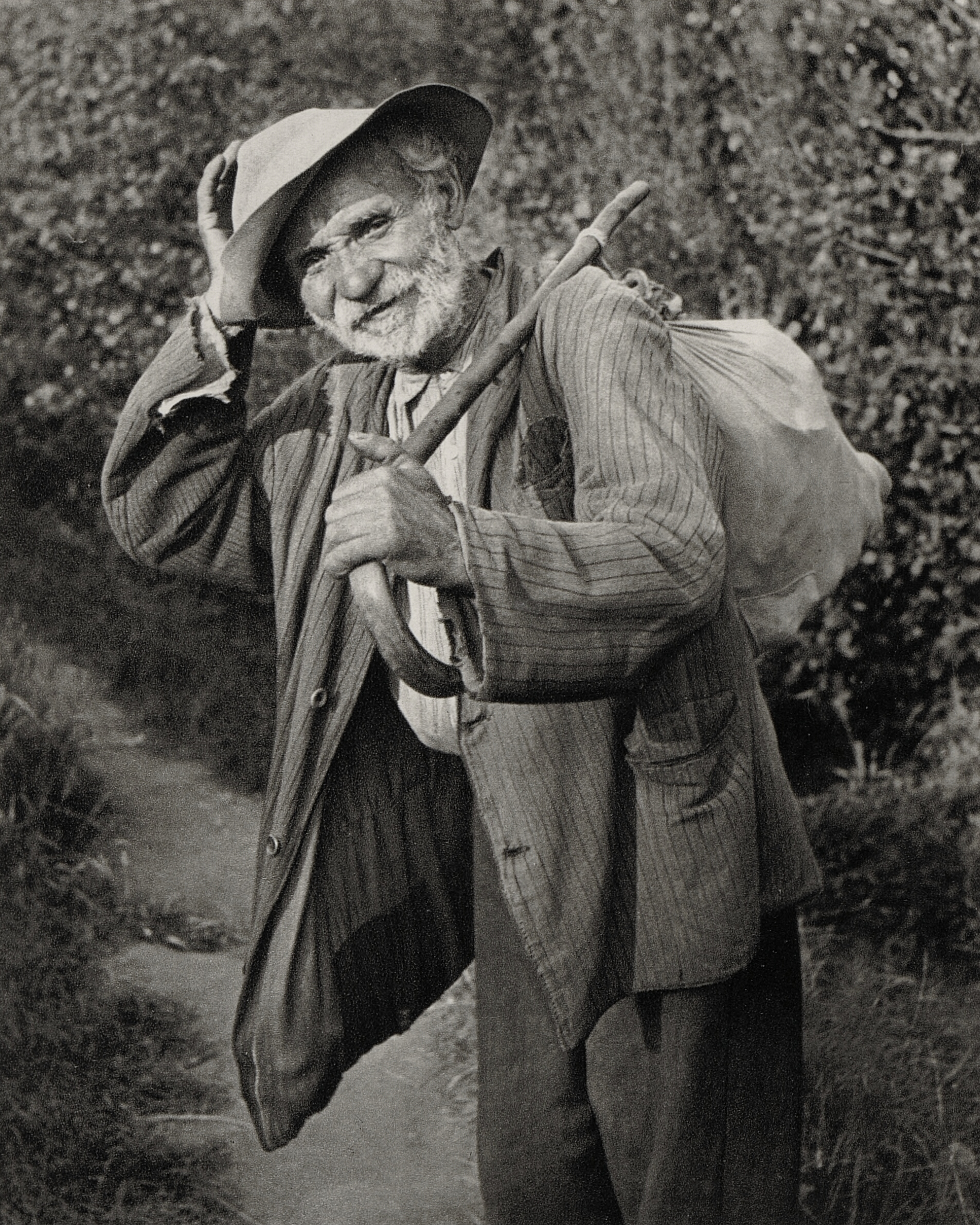
Dobrý den! (1938)
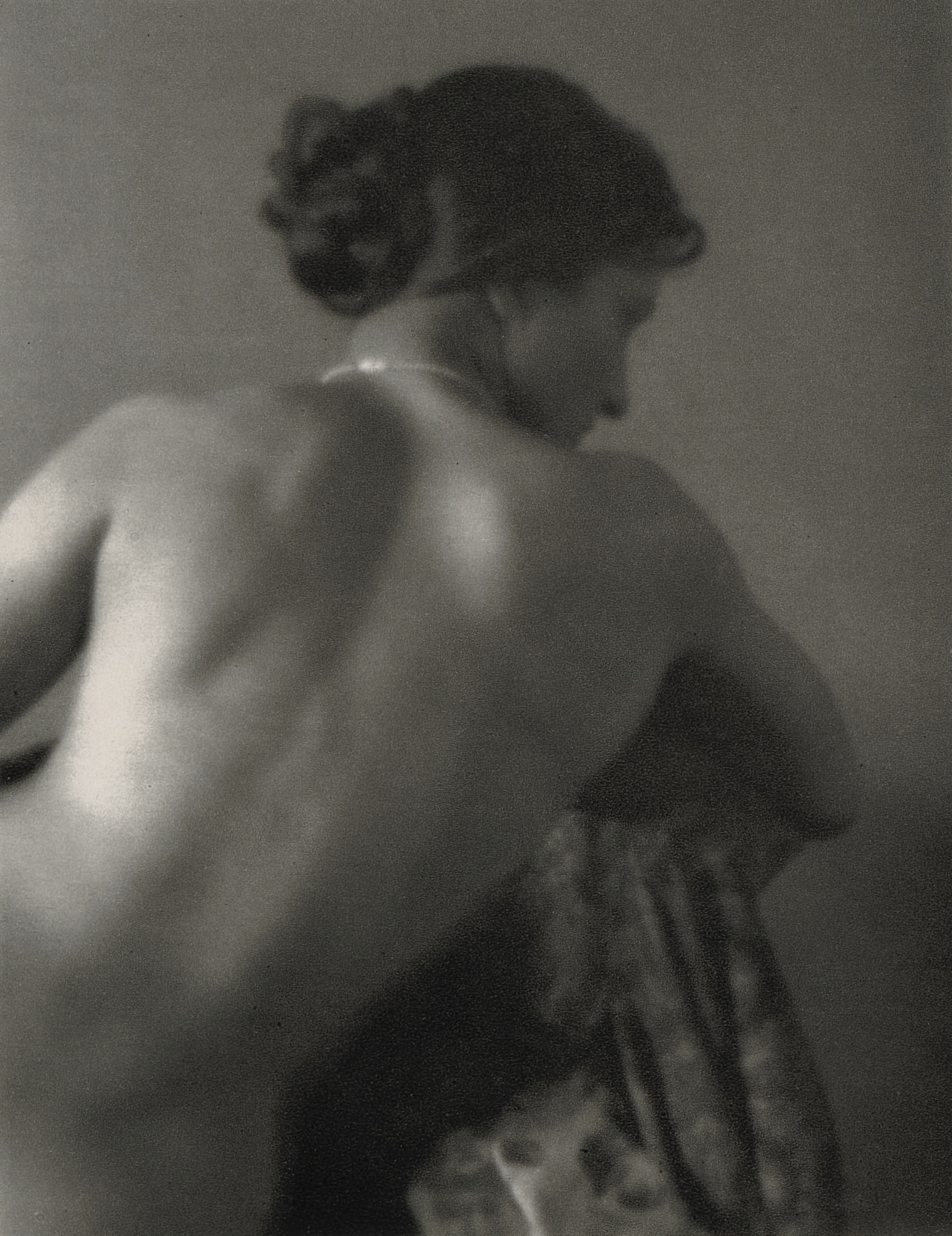
Akt (1934)
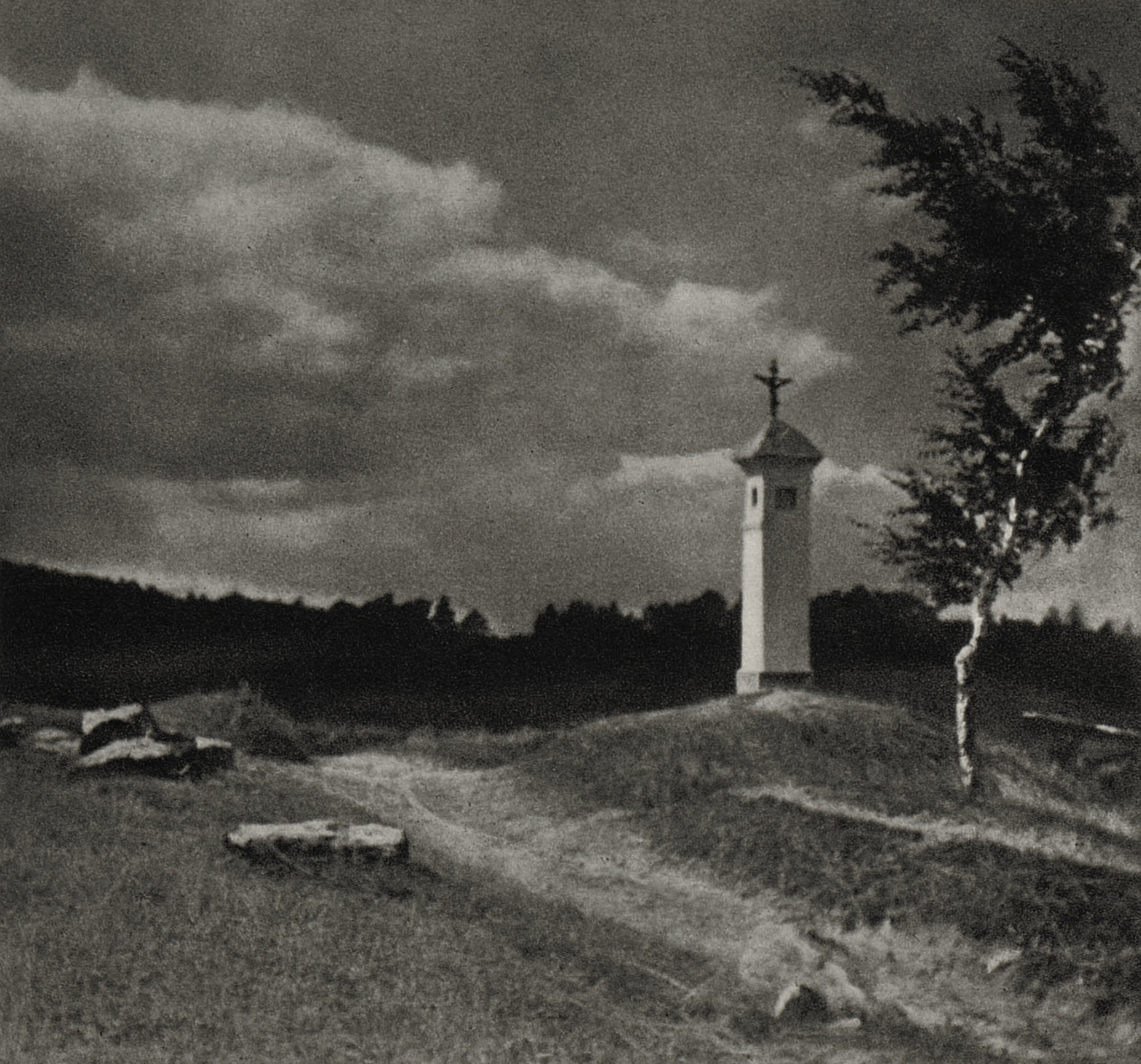
K lesu (1924)
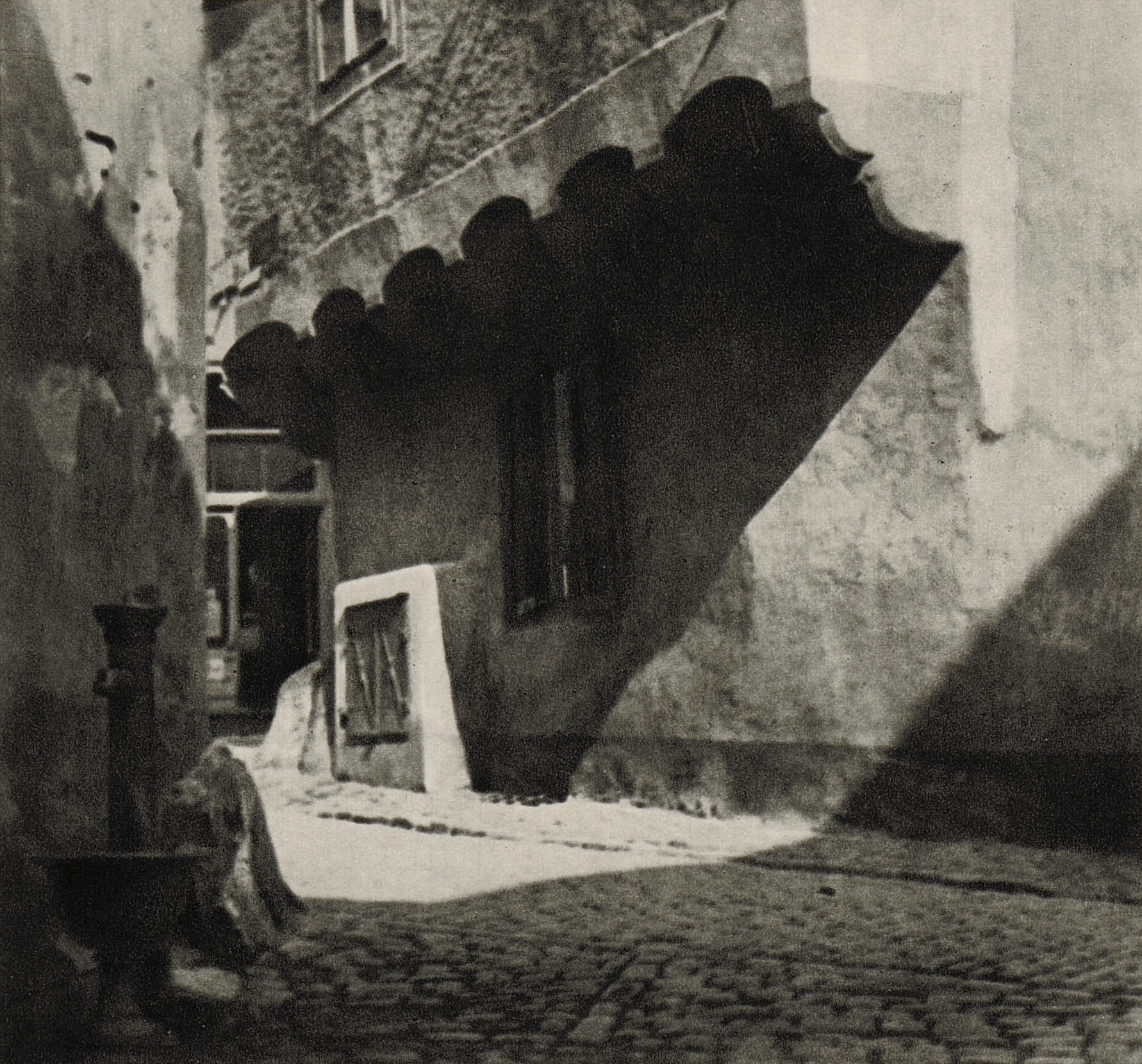
Světlo a stín (1924)
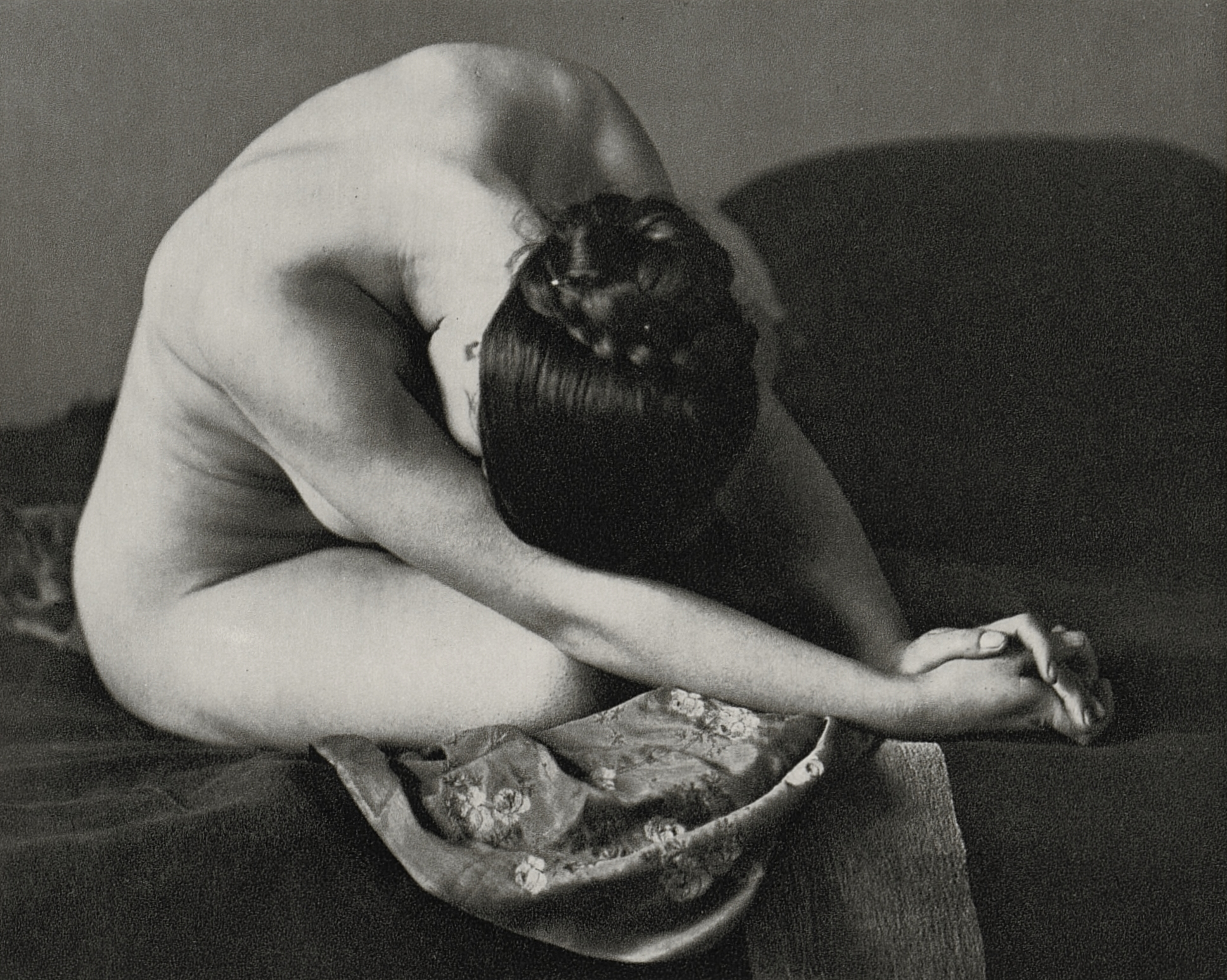
Akt (1931)